# Philip Sidney

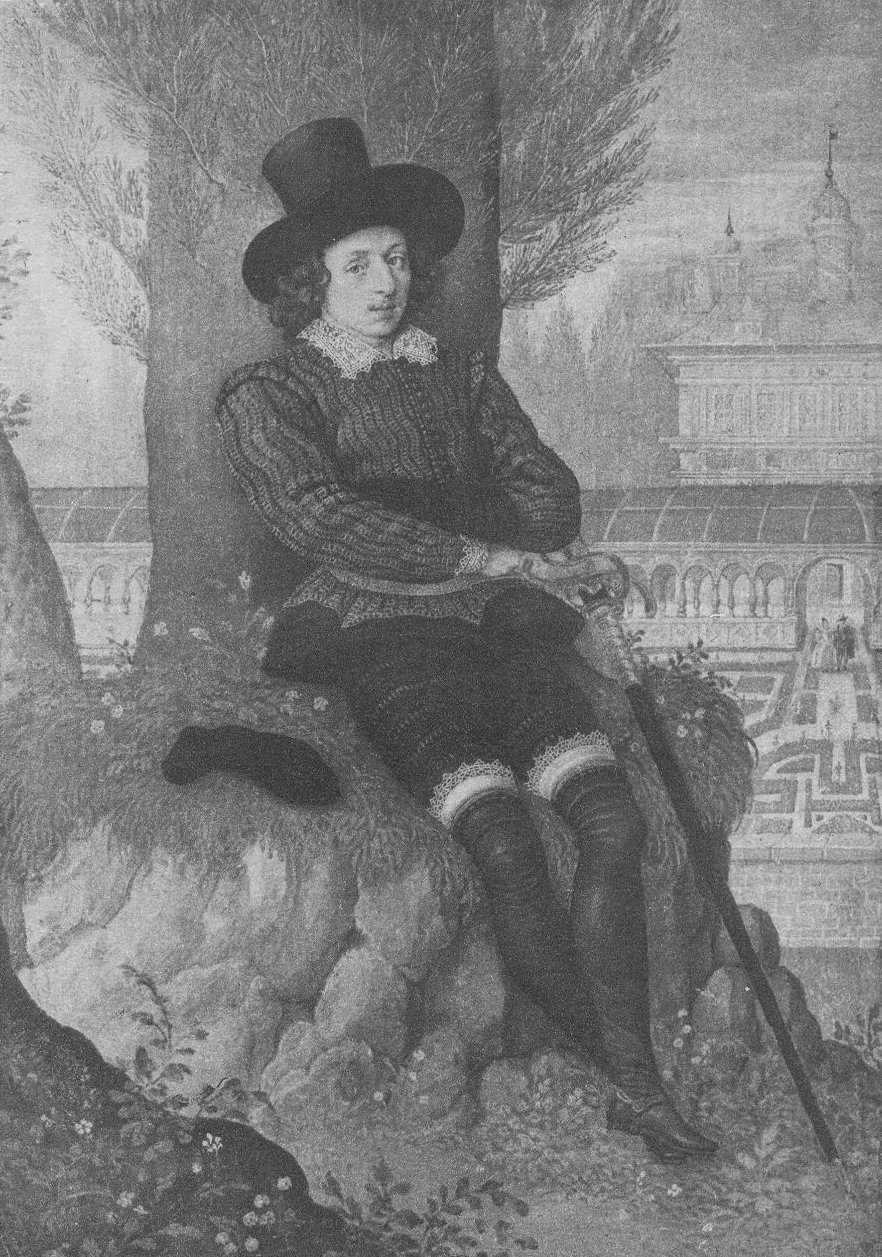
Philip Sidney.

Philip Sidney (30 de noviembre de 1554-17 de octubre de 1586) fue una de las figuras más prominentes de la época isabelina inglesa y modelo de hombre renacentista, famoso en su día en Inglaterra como escritor, cortesano y militar, introdujo el soneto en la literatura inglesa, así como también otras corrientes renacentistas, tanto mediante traducciones como a través de su propia obra, que luego serían utilizadas por autores como Shakespeare.
Se le conoce principalmente por ser el autor de Astrophil and Stella (Astrophil y Stella, 1581, pub. 1591) y su ensayo, The Defence of Poesy (Defensa de la poesía o An Apology for Poetry, 1581, pub. 1595), en el que expone su pensamiento sobre la creación literaria. Su otra obra conocida es The Countess of Pembroke's Arcadia (1580, pub. 1590). 

## Biografía
Nacido en Penshurst, Kent, era el hijo mayor de Henry Sidney y lady Mary Dudley. Su madre era hija de John Dudley, primer duque de Northumberland, y hermana de Robert Dudley, primer conde de Leicester. Su hermana menor, Mary Sidney, se casó con Henry Herbert, segundo conde de Pembroke. Este tuvo una vida típicamente cortesana desde su nacimiento, apadrinado por Felipe II, ya que su padre fue acompañante de María Tudor cuando esta contrajo matrimonio con el rey español.
Philip fue educado en Shrewsbury School y Christ Church, Oxford. Viajó mucho, pasando varios años en Europa, entre Francia (1572), Alemania, Italia, Polonia y Austria. En estos viajes conoció a muchos intelectuales y políticos europeos, alcanzando un alto grado de erudición.  
Al volver a Inglaterra en 1575, Sidney conoció a Penelope Devereaux, la futura Penelope Blount; aunque mucho más joven, fue la inspiradora de su famosa obra Astrophil y Stella. Se decía que el padre de la joven, el conde de Essex, planeaba casarla con Sidney; sin embargo, murió en 1576. En Inglaterra, Sidney se dedicaba a la política y al arte. Defendió la administración que su padre llevó a cabo en Irlanda en un extenso documento. También tuvo una seria disputa con Edward de Vere, decimoséptimo conde de Oxford, probablemente por la oposición de Sidney al matrimonio francés, que de Vere promovía. Tras este episodio, Sidney retó a de Vere a un duelo, que la reina Isabel I de Inglaterra prohibió; entonces escribió a la reina una larga carta detallando la imprudencia del matrimonio francés. Isabel se enfadó por su presuntuosidad y Sidney, prudente, se retiró de la corte. 
Sus relaciones artísticas fueron más pacíficas y determinantes a la hora de consolidar su fama. Durante su ausencia de la corte escribió la Arcadia y, probablemente, Defensa de la poesía. Un poco antes, había conocido a Edmund Spenser, a quien dedicó el Shepheardes Calendar. Otros contactos literarios le llevaron a ser miembro, del (probablemente ficticio) Areopagus, un esfuerzo humanista para introducir la métrica clásica en el verso inglés. Su hermana, con la que mantenía una buena relación, fue la que completó la traducción en verso de los Salmos, tras su muerte. 
A mediados de 1581, Sidney volvió a la corte; ese mismo año se casó Penelope Devereaux, aparentemente contra su voluntad, con lord Rich. Sidney fue nombrado caballero en 1583. En 1571 había fracasado un primer proyecto matrimonial con Anne Cecil, hija de William Cecil; en 1583 se casó con Frances, la hija adolescente de Francis Walsingham. Al año siguiente conoció a Giordano Bruno, quien después dedicó dos libros a Sidney.
Tanto por su herencia familiar como por su experiencia personal (estaba en la casa de Walsingham en París durante la Matanza de San Bartolomé), Sidney fue un protestante militante. En la década de 1570 persuadió a Juan Casimiro del Palatinado-Simmern para que considerara la propuesta de un esfuerzo protestante unificado contra la Iglesia católica y España; en los primeros años de la década de 1580, promovió sin éxito atacar la propia España. En 1585, su entusiasmo por la lucha protestante pudo desarrollarse plenamente cuando le hicieron gobernador de Flesinga, en los Países Bajos, donde constantemente instaba a su superior, el conde de Leicester, a que fuera osado. Intervino con éxito contra las tropas españolas cerca de Axel en julio de 1586; más tarde, ese mismo año, se unió a John Norreys en la batalla de Zutphen. Durante el sitio, fue alcanzado por una bala en el muslo y murió veintidós días después. Él tenía 31 años.
El cuerpo de Sidney regresó a Londres y fue enterrado en la catedral de San Pablo el 16 de febrero de 1587. Ya en vida, pero especialmente después de su muerte, se había convertido para muchos ingleses, en el epítome del cortesano: instruido y político, pero al mismo tiempo generoso, valiente e impulsivo. Nunca llegó a ser otra cosa que una figura marginal en la política de su tiempo, pero fue inmortalizado como la flor de la virilidad inglesa en la obra de Edmund Spenser Astrophel, una de las más grandes elegías del Renacimiento inglés. Sidney consideraba la poesía como la más excelsa de las artes, creadora de mundos alternativos que estimulaban la mente y, a diferencia de la filosofía y la historia como no afirmaba nada, era más veraz, decía menos mentiras, en palabras del poeta: Que mientras viváis, viváis enamorados y nunca consigáis el favor de vuestras damas por no saber escribir un soneto y que, cuando muráis, vuestra memoria en la tierra muera también por falta de un epitafio.
Una famosa anécdota sobre Philip que ilustra su noble carácter: mientras moría, daba su cantimplora a otro soldado herido, diciendo: «Tu necesidad es mayor que la mía». Una temprana biografía de Sidney fue escrita por su amigo y compañero de escuela, Fulke Greville, primer barón de Brooke.
La vida y los escritos de Sidney son un legado. En 1819, Thomas Campbell concluye que la vida de Sidney fue «poesía en acción», y luego en 1858, William Stigant escribió que «el auténtico poema de Sidney fue su vida, y su enseñanza fue su ejemplo» (citado por Garrett, Sidney). Sidney, el hombre, es aparentemente en todas partes en sus obras: un estudio de las obras de Sidney es un estudio del hombre (Kimbrough, "Preface").
Algernon Sidney, conspirador involucrado en el "Complot de Rye House", en tiempos de Carlos II de Inglaterra, fue su sobrino nieto.

## Obras

### Astrophil y Stella
La primera de las famosas series de sonetos en idioma inglés, Astrophil y Stella fue probablemente compuesto a principios de los años 1580. Los sonetos se habían difundido mucho en manuscrito antes de la primera edición que, al parecer, fue pirata (1591); sólo en 1598 fue impresa una edición autorizada. La secuencia marcó un hito en la poesía inglesa del Renacimiento. En ella, Sidney imitó parcialmente rasgos claves de su modelo italiano, Petrarca: variedad de emoción de un poema a otro, una narrativa parcialmente oscura; las trampas filosóficas; las meditaciones sobre el acto de la propia creación poética. Sus experimentos con el esquema métrico no eran menos notables; sirvieron para liberar al soneto inglés de los estrictos requisitos de rima de la forma italiana.

### The Countess of Pembroke's Arcadia
La Arcadia, de lejos la más ambiciosa de sus obras, fue tan destacada como los sonetos. La obra es un romance que combina elementos pastorales con una disposición derivada del modelo helenístico de Heliodoro de Émesa. Esta poesía ofrece una versión altamente idealizada de la vida del pastor y coexiste (no siempre con naturalidad) con historias de justas, traiciones, secuestros, batallas, y violaciones. Como está publicado en el siglo XVI, la narrativa sigue el modelo griego: las historias se encajan unas dentro de otras y se entrelazan diferentes líneas de la trama. 
Arcadia existe en dos versiones significativamente diferentes. Sidney escribió una versión temprana durante una estancia en casa de su hermana, Mary Herbert, condesa de Pembroke; esta versión es narrada de manera directa y secuencial. La escribió con el propósito de divertir a las amistades (Ifor Evans). Más tarde revisó el trabajo con un plan más ambicioso. Completó la mayor parte de los tres primeros libros, pero el proyecto quedó inacabado al morir. Después de la publicación de los tres primeros libros (1590) se despertó el interés, por lo que la versión extensa se hizo con material de la primera versión (1593). 
La obra disfrutó de gran popularidad durante más de un siglo después de su publicación. William Shakespeare tomó elementos de ella para la subtrama de Gloucester del Rey Lear; partes de él fueron también dramatizadas por John Day y James Shirley. De acuerdo con una historia bastante difundida, el rey Carlos I citaba frases del libro mientras subía al patíbulo para ser ejecutado. Continuaba siendo popular en el siglo XVIII: Samuel Richardson tomó de Sidney el nombre de la heroína de su primera novela, Pamela o la virtud recompensada.

### Defensa de la poesía
Sidney escribió esta Defensa antes de 1583. Se cree que en parte estuvo motivada por Stephen Gosson, que atacó a Sidney en su obra The School of Abuse (1579), pero Sidney se dirige, ante todo, a otras objeciones contra la poesía, como las de Platón. Gosson lanzó lo que era, en esencia, un ataque puritano contra la literatura imaginativa (Griffiths).
Sidney defiende, en cambio, la nobleza de su poesía, pues mueve a acciones virtuosas (Robertson). Los verdaderos poetas saben instruir y entretener a un tiempo, punto de vista que puede remontarse a Horacio. En su ensayo, Sidney integra un número de preceptos clásicos e italianos sobre la ficción. La esencia de su defensa es que la poesía, al combinar la vitalidad de la historia con el enfoque ético de la filosofía, es más efectiva que la historia o la filosofía para llevar a los lectores a la virtud. Le da la vuelta al razonamiento de Platón de que los poetas eran mentirosos, diciendo que son “los menos mentirosos” (Leitch).
En una época de antipatía hacia la poesía y de creencia puritana en la corrupción de la literatura, la defensa de Sidney fue una importante contribución al género de la crítica literaria. Fue la primera defensa filosófica de la poesía en Inglaterra, en la cual describe el antiguo e indispensable lugar que ocupa en la sociedad, su naturaleza mimética y su función ética (Harvey). 
La obra también ofrece importantes comentarios sobre Edmund Spenser y el drama isabelino. La antiteatralidad era otro fenómeno en la época de Sidney, como una preocupación estética e ideológica del círculo de Sidney en la corte (Acheson). El teatro se hizo asunto polémico, en parte por la culminación del creciente desprecio por los valores de la emergente cultura del consumo. En la “Apología” se muestra contrario a esta corriente de la época que presta poca atención a la unidad de lugar en el drama (Bear), pero más específicamente, su preocupación es por la “forma” y la “materia” de las historias (Leitch). Explica que la tragedia no debe quedar atada por la historia sino por las “leyes de la poesía”, habiendo “libertad, tanto para fingir nueva materia, como para adaptar la historia a las conveniencias más trágicas”.

#### Influencia (Defensa de la Poesía)
Desde su publicación, esta obra influyó en la crítica literaria inglesa. Uno de los ejemplos más importantes es la obra del poeta y crítico, Percy Bysshe Shelley. El argumento moderno de Shelley a favor de la poesía está moldeado por una fuerza romántica en su obra titulada A Defence of Poetry. En 1858, William Stigant, un traductor educado en Cambridge, poeta y ensayista, escribe un ensayo titulado «Sir Philip Sidney» en Cambridge Essays, donde defiende que la Defensa de la Poesía tan bellamente escrita por Shelley es una obra que analiza la verdadera esencia interior de la poesía y la razón de su existencia —su desarrollo a partir de la mente del hombre—. Shelley escribe en la Defensa de la Poesía que mientras la ciencia ética ordena los elementos que la poesía ha creado y conduce a una vida civil, la poesía actúa de tal manera que despierta y amplía la propia mente haciendo de ella el receptáculo para un millar de combinaciones de pensamiento.